# Рибадекин
Рибадекин (фр. ribaudequin) — артиллерийское орудие в виде органа из шести пушек, отлитых из металла и заряжаемых с казённой части). Впервые упоминается в источниках около 1339 года в качестве оружия, использовавшегося английской армией Эдуарда III во Франции.
Орудие представляло собой смонтированные на колёсный лафет или тележку несколько стволов, из которых можно было вести последовательный или залповый огонь. Появление рибадекина было обусловлено невысокой скорострельностью и низкой надёжностью первых орудий. При этом технологически решить эти проблемы на качественном уровне тогда ещё не представлялось возможным. Средневековым артиллеристам только и оставалось, что полагаться на количество стреляющих стволов, тем более что при залпах в упор посредственные баллистические характеристики рибадекинов не играли существенной роли. Использование многоствольных пушек именно в такой тактической роли принесло армии города Гента победу в битве на Беверхутсвельде (Осиновых полях) под Брюгге 3 мая 1382 года. Помимо этого, при помощи рибадекинов оборонялись крепостные ворота и вагенбурги.
Многоствольные пушки довольно активно использовались на протяжении всего XV века, а сама идея многозарядного орудия вдохновляла на эксперименты изобретателей и инженеров на протяжении последующих столетий, пока Хайрем Максим успешно не испытал первый образец пулемета.

## Битвы, в которых использовалось это орудие
- Сражение при Алжубарроте
- Сражение при Кастаньяро
- Битва на Беверхутсвельде
- Сражение при Розебеке